# 한강 벨트
한강 벨트(漢江 + Belt)는 대한민국의 정치권에서 사용되는 지역명으로, 서울특별시의 한강에 접한 지역과 선거구들을 가리키는 용어이다.
2010년대부터 국회의원 선거를 중심으로 보수 정당계에서 사용되기 시작한 용어이다. 서울특별시는 대한민국 국회의 전체 의석수 300석 가운데 약 50석 전후를 차지하며 선거의 승패를 좌우할 지역으로 주목받는다. 그 가운데 한강변에 접한 지역들은 보수 정당과 민주당계 정당의 양당 진영 내에서 텃밭으로 분류되는 지역구와 경합지역으로 분류되는 지역구를 모두 아우르는 격전지로 꼽힌다. 한강 벨트에 속한 지역구들은 민주당계 정당에 호의적인 젊은 유권자가 많지만, 개발 이슈에 예민한 보수 정당 지지 성향의 중산층 표심도 적지 않은 것으로 평가된다.
보수 정당의 입장에서 텃밭인 강남3구를 중심으로 인근의 경합지역들을 최전선으로 삼고, 당내 주요 인사들을 곳곳에 공천하여 수도권 표몰이를 일으킨다는 선거전략에서 '한강 벨트 구상'이라는 표현이 종종 사용되어 왔다.

## 역사
'한강 벨트'라는 표현 자체는 한강 인접 지역의 고급 주거단지를 가리키는 말로 2000년대부터 사용되기 시작하였다. 조망과 녹지공간의 확보, 한강공원을 비롯한 여가시설, 강변북로와 올림픽대로를 비롯한 교통시설 확보 등의 이점으로 인기 있는 주거생활권으로 부상하였으며, 초고가 아파트 단지의 분양과 건설이 이어졌다. 2020년대 들어서는 한강 벨트에 해당되는 신축 아파트 대단지가 늘어나면서 총선 표심의 중대한 영향력을 지닌 데 반해, 주로 30대 이상의 전세 세입자가 많아 표심을 단정하기 쉽지 않게 되었다는 분석이다.
정치권에서의 '한강 벨트'라는 표현은 2012년 제19대 국회의원 선거에서 보수 정당계에서 처음 주목받기 시작하였다. 당시 한강 벨트에 속하는 지역들은 이명박 대통령 취임 이후의 허니문 기간에 실시된 제18대 총선에서 당시 여당인 한나라당의 전국적인 압승 기류를 타고 정치 신인들을 과반 이상의 지지율로 당선시켰으나, 2011년 서울특별시장 보궐선거에서는 야권 단일 후보였던 박원순의 지지세가 부상하는 지역으로 분석됐다. 이에 서울 제1당을 노리는 여당인 새누리당과 제1야당인 민주통합당의 전략 공천 지역으로 주목받게 되었다.
2020년 제21대 국회의원 선거에서는 보수 야당인 미래통합당의 입장에서 수도권 험지를 넘어설 수 있는 교두보로 평가하고 이에 걸맞는 당내 중진 인사들을 공천하는 전략을 취했다. 2020년 1월 심재철 원내대표는 지도급 인사들의 수도권 출마를 요청하며 '한강 벨트'를 형성해야 한다고 발언하였으며, 황교안 대표 역시 이에 동조하며 종로구와 더불어 강남 동부권을 중심으로 승기를 잡자는 견해를 내비쳤다.

## 소속 지역구
다음은 양당이나 언론에 의해 한강 벨트로 분류되었던 지역구의 목록이다.

### 강북
- 마포구 - 마포구 갑[6], 마포구 을[10]
- 서대문구
- 용산구[6]
- 동대문구 - 동대문구 을[3]
- 성동구 - 중구·성동구 을[1]
- 광진구 - 광진구 갑[1], 광진구 을[1][10]

### 강남
- 강서구 - 강서구 을[6], 강서구 병[1]
- 양천구
- 영등포구 - 영등포구 갑[6], 영등포구 을[6]
- 동작구 - 동작구 갑[10], 동작구 을[10]
- 서초구
- 강남구
- 송파구
- 강동구 - 강동구 갑[6]

이 가운데 서초구, 강남구, 송파구는 강남3구로 불리우며 '강남 벨트'라는 별칭이 존재한다. 2023년 중앙일보의 기사에서는 한강 벨트의 정의를 특정 정당 지지세가 뚜렷하지 않은 지역으로 보았기에, 보수 정당의 텃밭으로 여겨지는 강남3구를 한강 벨트로 분류하지 않았다.

## 같이 보기
- 낙동강 벨트